# ألما مورينو
ألما مورينو هي ممثلة فلبينية، ولدت في 25 مايو 1959 في الفلبين.

## وصلات خارجية
- ألما مورينو على موقع IMDb (الإنجليزية)
- ألما مورينو على موقع قاعدة بيانات الفيلم (الإنجليزية)